# Frances Bean Cobain
Frances Bean Cobain (18 d'agost del 1992) és una artista visual estatunidenca. És la filla única de Kurt Cobain (el cantant de Nirvana) i de Courtney Love (la cantant de Hole). Té el control dels drets publicitaris del nom i la imatge del seu pare.

## Primers anys
Frances Bean Cobain va néixer el 18 d'agost del 1992 a Cedars-Sinai Medical Center, a Los Angeles, Califòrnia. El nom, "Frances", li ve de Frances McKee, la guitarrista del duo escocès d'indie pop The Vaselines. El nom del mig, "Bean" ('mongeta'), l'hi van posar perquè el seu pare pensava que en l'ecografia semblava una mongeta.
Durant l'embaràs, va córrer el rumor que la seva mare estava utilitzant heroïna. Aquest escàndol es va intensificar quan la revista Vanity Fair va publicar l'article "Strange Love" ("Amor estrany" o "Love l'estranya"), on Lynn Hirschberg afirmava que Love va admetre que havia consumit heroïna fins i tot després de saber que estava embarassada. Junt amb el seu marit Kurt Cobain, Love mantenia que la revista havia tret les seves paraules de context. El resultat va ser que els serveis de protecció de la infància van iniciar una investigació sobre la capacitat de la parella per ser pares. La investigació va acabar cancel·lant-se, però només després de moltes disputes judicials i d'una pèrdua de la pàtria potestat durant un temps breu quan la nena tenia dues setmanes. Al final, després d'una batalla legal molt llarga, Kurt Cobain i Courtney Love van poder recuperar la pàtria potestat de la seva filla, i durant els dos anys subsegüents van contractar diverses mainaderes perquè els ajudessin a tenir-ne cura. Segons diu Michael Azerrad a Come as You Are: The Story of Nirvana, aquest fet va inspirar Kurt Cobain a escriure la cançó "Rape Me" ("Viola'm").
El dia 1 d'abril del 1994, Frances Cobain va visitar el seu pare a l'Exodus Recovery Center, un centre de rehabilitació situat a Marina Del Rey (Califòrnia), on van jugar plegats. Aquesta seria l'última vegada que veuria el seu pare en vida. El 8 d'abril al matí, van trobar mort Kurt Cobain a casa seva, a Seattle. La mare de Kurt Cobain li va preparar una cerimònia de comiat el 31 de maig, on van assistir tant Love com Tracy Marander, una ex-xicota de Kurt. Frances Cobain la van criar la seva mare, oncles i àvia paterna. Cobain va passar els primers anys a Seattle i Los Angeles. Des de l'octubre del 2003, quan van detenir la seva mare per un tema de drogues, va tornar a estar un temps a càrrec de la seva àvia. Unes hores després de la detenció, Love va patir una sobredosi d'analgèsics. Love va recuperar la pàtria potestat el 2005.
Els padrins de Cobain són l'excantant de R.E.M. Michael Stipe i l'actriu Drew Barrymore.

## Carrera

### Model
L'agost del 2006, la van fotografiar per la revista Elle amb la rebeca marró i els pantalons de pijama que el seu pare havia fet famosos, com a part d'un article sobre fills d'estrelles del rock amb la roba dels seus pares. Segons va dir ella mateixa, "Em vaig posar el seu pijama perquè ell el portava quan es va casar amb la meva mare el 1992 a Hawaii, així que vaig pensar que quedaria mono si me'l posés jo avui. Ell era massa dropo per posar-se un esmòquing, així que es va casar en pijama!". El febrer del 2008, va aparèixer en unes fotografies a Harper's Bazaar vestida d'Evita. També va fer de model del fotògraf Hedi Slimane en una sèrie de fotos publicades al web el 2 d'agost del 2011. El 2017, es va informar que seria la cara visible de la campanya primavera-estiu del 2017 de Marc Jacobs, fotografiada per David Sims.

### Artista
Com a artista, Frances Cobain va debutar el juliol del 2010 amb una col·lecció d'obres d'art titulada Scumfuck amb el pseudònim "Fiddle Tim" a la galeria La Luz de Jesus a Los Angeles. El 4 d'agost del 2012, amb el seu nom real, va participar en l'espectacle col·lectiu 'MiXTAPE', on els diversos artistes havien d'escollir una cançó i crear art inspirant-s'hi. Ella va escollir "Black", del grup The Jesus and Mary Chain. La barreja eclèctica de les cançons escollides es va poder descarregar a iTunes. El 30 d'octubre del 2012, va anunciar que faria la seva primera exposició individual el febrer del 2013.

### Altres
Segons la revista Rolling Stone, el títol i la fotografia de portada de l'àlbum de rareses de Nirvana publicat el 2005, Sliver: The Best of the Box, els va escollir ella quan tenia 13 anys. Va treballar
com a becària a la mateixa revista Rolling Stone del juny a l'agost del 2008. El 2009, es va informar que havia refusat el paper d'Alícia a la superproducció de Tim Burton Alice in Wonderland.
Cobain va aparèixer com a cantant convidada a la cançó "My Space" de l'àlbum Evelyn Evelyn del duo Evelyn Evelyn, publicada el 30 de març del 2010. Amanda Palmer, una de les integrants d'Evelyn Evelyn, va aclarir que Cobain era un dels 20 artistes que cantaven el mateix vers i que les veus de tots s'havien mesclat a la gravació. A més, Cobain va ser productora delegada de la pel·lícula que va fer HBO sobre la vida del seu pare, Kurt Cobain: Montage of Heck.

## Vida personal
El setembre del 2005, amb 13 anys, Frances Cobain va fer amb Teen Vogue la seva primera entrevista, on va parlar del seu estil personal i va esmentar els seus pares. Al número de gener del 2006 de i-D en va aparèixer una altra, on expressava desgrat per com presentaven la seva mare els mitjans sensacionalistes i deia: "Veure una pila de mentides sobre ella als tabloides de vegades fa mal". En una entrevista del 2010 va parlar sobre l'art que havia fet com a "Fiddle Tim".
El setembre del 2008, Cobain va presentar una festa d'aniversari per celebrar els 16 anys i dir adeu a la infantesa, al House of Blues de Los Angeles. Se l'ha anomenat una festa de temàtica suïcida a diverses cròniques, però també s'ha qüestionat la naturalesa de la temàtica. L'esdeveniment el va finançar la seva mare, Courtney Love, i va incloure una actuació del grup Mindless Self Indulgence.
El dia 11 de desembre del 2009, una cort superior de Califòrnia a Los Angeles va declarar Wendy O'Connor (la seva àvia paterna) i Kimberly Cobain (la germana del seu pare) cotutores temporals de Cobain. El 16 de desembre es va informar que, en relació amb això, un jutge havia emès una ordre temporal d'allunyament que prohibia a Love tenir contacte directe o indirecte amb la seva filla. Els documents es van presentar amb l'encapçalament "moció per segellar tots els documents (...) relacionats amb una menor i al·legacions de violència domèstica". Entre aquests documents hi havia la història clínica de Frances. El 18 d'agost del 2010, Cobain va heretar el 37% dels béns del seu difunt pare. Actualment és Cobain, i no Love, qui controla els drets publicitaris del nom i la imatge del seu pare, Kurt Cobain. El 2011, Cobain va comprar la seva primera casa, una vil·la d'estil espanyol de 1,8 milions de dòlars situada a West Hollywood, a unes poques illes de Sunset Strip.
Malgrat controlar l'herència del seu pare, Cobain ha indicat que no és fan de Nirvana ni de cap altre grup grunge, i que prefereix els seus contemporanis Oasis, The Brian Jonestown Massacre i Mercury Rev. Tanmateix, ha afirmat que sli agraden les cançons "Territorial Pissings" i "Dumb".
Cobain es va casar amb el músic Isaiah Silva el 29 de juny del 2014, encara que es va publicar àmpliament que la data de casament havia estat cap al setembre del 2015. El 23 de març del 2016, Cobain ja n'havia demanat el divorci.